# UCI Women's World Tour
UCI Women’s World Tour (WWT) er en serie af cykelløb indenfor landevejscykling for kvinder rundt om hele verden, arrangeret af UCI. UCI Women’s World Tour blev første gang arrangeret i 2016 og afløser UCI World Cup for kvinder, der blev arrangeret fra 1998 til 2015 og bestod af ti løb. Med den nye WorldTour tredobles antal løbsdage, og det ligner mere mændenes UCI World Tour, men har ikke lige så mange løb og heller ikke grand tours.

## Vindere efter løb
| Strade Bianche                               | Armitstead (GBR) (1/4)      |  |
| Ronde van Drenthe                            | Blaak (NED) (1/2)           |  |
| Trofeo Alfredo Binda-Comune di Cittiglio     | Armitstead (GBR) (2/4)      |  |
| Gent-Wevelgem                                | Blaak (NED) (2/2)           |  |
| Flandern Rundt                               | Armitstead (GBR) (3/4)      |  |
| Amstel Gold Race                             | Ikke del af WWT             |  |
| La Flèche Wallonne Féminine                  | van der Breggen (NED) (1/1) |  |
| Liège-Bastogne-Liège                         | Ikke del af WWT             |  |
| Tour of Chongming Island                     | Hosking (AUS) (1/2)         |  |
| Amgen Tour of California                     | Guarnier (USA) (1/3)        |  |
| Philadelphia International Cycling Classic   | Guarnier (USA) (2/3)        |  |
| The Women's Tour                             | Armitstead (GBR) (4/4)      |  |
| Giro d'Italia Internazionale Femminile       | Guarnier (USA) (3/3)        |  |
| La Course by Le Tour de France               | Hosking (AUS) (2/2)         |  |
| Prudential RideLondon Grand Prix             | Wild (NED) (1/1)            |  |
| Crescent Women World Cup Vårgårda Holdkørsel | Boels–Dolmans               |  |
| Crescent Women World Cup Vårgårda            | Fahlin (SWE) (1/1)          |  |
| Ladies Tour of Norway                        | Ikke del af WWT             |  |
| GP de Plouay                                 | Bujak (POL) (1/1)           |  |
| Holland Ladies Tour                          | Ikke del af WWT             |  |
| Madrid Challenge by la Vuelta                | D'Hoore (BEL) (1/1)         |  |
| Kilde:                                       |                             |  |

### Seæonresultater

#### Individuel ranking (Top-3)
| År   | 1.                           | 1.      | 2.                              | 2.      | 3.                              | 3.      |
| ---- | ---------------------------- | ------- | ------------------------------- | ------- | ------------------------------- | ------- |
| 2016 | Megan Guarnier Boels-Dolmans | 946 pts | Leah Kirchmann Team Liv-Plantur | 624 pts | Lizzie Armitstead Boels-Dolmans | 545 pts |
| 2017 |                              |         |                                 |         |                                 |         |

#### Ungdomsranking (Top-3)
| År   | 1.                            | 1.     | 2.                                | 2.     | 3.                                   | 3.     |
| ---- | ----------------------------- | ------ | --------------------------------- | ------ | ------------------------------------ | ------ |
| 2016 | Katarzyna Niewiadoma Rabo-Liv | 36 pts | Floortje Mackaij Team Liv-Plantur | 18 pts | Sheyla Gutiérrez Cylance Pro Cycling | 18 pts |
| 2017 |                               |        |                                   |        |                                      |        |

#### Holdranking
| År   | 1.            | 1.       | 2.           | 2.       | 3.       | 3.       |
| ---- | ------------- | -------- | ------------ | -------- | -------- | -------- |
| 2016 | Boels-Dolmans | 2894 pts | Wiggle High5 | 2245 pts | Rabo-Liv | 1853 pts |
| 2017 |               |          |              |          |          |          |

#### Sejre
| Nr. | Rytter                     | Antal sejre |
| --- | -------------------------- | ----------- |
| 1   | Lizzie Armitstead (GBR)    | 4           |
| 2   | Megan Guarnier (USA)       | 3           |
| 3   | Chantal Blaak (NED)        | 2           |
| 3   | Chloe Hosking (AUS)        | 2           |
| 5   | Anna van der Breggen (NED) | 1           |
| 5   | Emilia Fahlin (SWE)        | 1           |
| 5   | Kirsten Wild (NED)         | 1           |
| 5   | Eugenia Bujak (POL)        | 1           |
| 5   | Jolien D'Hoore (BEL)       | 1           |

| Nr. | Hold               | Antal sejre |
| --- | ------------------ | ----------- |
| 1   | Boels-Dolmans      | 10          |
| 2   | Wiggle High5       | 3           |
| 3   | Alé-Cipollini      | 1           |
| 3   | Liv-Plantur        | 1           |
| 3   | Rabo-Liv           | 1           |
| 3   | BTC City Ljubljana | 1           |

| Nr. | Hold           | Antal sejre |
| --- | -------------- | ----------- |
| 1   | Storbritannien | 4           |
| 1   | Holland        | 4           |
| 3   | USA            | 3           |
| 4   | Australien     | 2           |
| 5   | Belgien        | 1           |
| 5   | Polen          | 1           |
| 5   | Sverige        | 1           |